# 키타무라 카즈키
키타무라 카즈키(北村 一輝, 1969년 7월 17일 ~ )는 일본의 배우이다. 본명은 키타무라 야스시(北村 康).

## 생애
일본 오사카부에서 태어나 청소년기를 보냈다. 유게쇼센 고등전문학교를 중퇴한 뒤 영화 배우로 활동하다가, 1995년 영화 데뷔작으로 《도깨비불》을 활동했다. 1995년 후지 TV 공채 탤런트 40기 합격했다. 2007년 '밤비노'의 '요마미네 츠카사'역을 맡아 대중적으로 알려져 있다.
2007년 갈릴레오의 '쿠사나기 슌페이'의 역을 받아 선역 배우를 맡아 최초로 담당하였다. 국내 탤런트 활동으로도 세계 최고의 대기록을 자랑하고 있으며, 이것이 결국엔 모든 배우로만 좋은 노력이 점점 커지고 있다.

## 출연

### 방송
- 2019년 NHK 《스칼렛》
- 2012년 TBS 《ATARU》
- 2011년 NTV 《요괴인간 벰》
- 2010년 TV 아사히 《숙명 1969-2010》
- 대하드라마（NHK）
  - 2009년 《천지인》 - 우에스기 카게카츠 역
  - 2001년 《호조 토키무네》 - 타이라노 요리츠나 역
- 2008년 후지 TV 《갈릴레오 제로》
- 2007년 후지 TV 《갈릴레오》
- 2007년 후지 TV 《의룡》
- 2007년 NTV 《밤비노》
- 2007년 TV 아사히 《나쁜 녀석들》
- 2005년 후지 TV 《오오쿠~화의 란~》
- 2003년 후지 TV 《오오쿠 (2003년)》
- 2003년 후지 TV 《당신 옆에 누군가 있다》
- 2003년 TBS 《어느 여름의 아빠에게》
- 2002년 후지 TV 《기묘한 이야기》
- 2001년 후지 TV 《수요일의 정사》
- 2000년 후지 TV 《신의 장난》
- 1998년 YTV 《기적의 인간》

### 영화
- 2023년 《좀100: 좀비가 되기 전에 하고 싶은 100가지》 - 곤조 고스기 역
- 2021년 《극장판 시그널》 - 오오야마 타케시 역
- 2019년 《봉오동 전투》[1] - 야스카와 지로 역 (본작의 메인 빌런이자 최종 보스)
- 2018년 《억남》 - 모모세 역
- 2018년 《더 레이드 3》
- 2018년 《작년 겨울, 너와 이별》 - 코바야시 요시키 역
- 2018년 《오늘 밤, 로맨스 극장에서》 - 슌도 류노스케 역
- 2017년 《8년을 뛰어넘은 신부》 - 시바타 역
- 2014년 《기생수 파트1, 2》 - 히로카와 타케시 역
- 2013년 《좋은 친구들》[2]
- 2004년 《피와 뼈》
- 2003년 《오늘의 사건 사고》
- 2000년 《기시와다 소년》
- 1999년 《해적판》
- 1999년 《미나즈키》
- 1998년 《안드로메디아》
- 1998년 《조커》
- 1997년 《소년 우연대》
- 1995년 《도깨비불》

## 수상
- 2004년 제39회 일본 TV 드라마 아카데미상 남우조연상

## 바로 가기
- 키타무라 카즈키  - 공식 웹사이트
- (영어) 키타무라 카즈키 - 인터넷 영화 데이터베이스

1. ↑  키타무라 카즈키가 두 번째로 출연하는 한국 작품.
2. ↑  한국 영화 처음 출연하는 작품.